# سیارک ۲۵۶۰۴
سیارک ۲۵۶۰۴ (به انگلیسی: 25604 Karlin، نامگذاری:2000AM6) بیست و پنج هزار و ششصد و چهارمین سیارک کشف شده‌است که در ۴ ژانویه ۲۰۰۰ کشف شد.
قدر مطلق سیارک برابر ۲۰.۴ است.